# Алексієвка (Хабарський район)
Алексі́євка (рос. Алексеевка) — селище у складі Хабарського району Алтайського краю, Росія. Входить до складу Утянської сільської ради.

## Населення
Населення — 171 особа (2010; 159 у 2002).
Національний склад (станом на 2002 рік):
- росіяни — 96 %